# CompuServe
CompuServe (CompuServe Information Service, ook bekend als CIS) was een Amerikaans bedrijf dat in 1969 werd opgericht als computerservicebureau van verzekeringsbedrijf Golden United Corporation en zich later ontwikkelde tot internetprovider. In 1998 werd het bedrijf overgenomen door AOL.

## Geschiedenis
In de jaren '80 en '90 konden gebruikers via een modem inbellen op het netwerk van Compuserve en zo gebruikmaken van verschillende interactieve diensten die Compuserve aanbood, zoals e-mail, chatdiensten, nieuwsdiensten, discussieforums, downloaden en uploaden van bestanden, online games en sharewareregistratie. Voor het benaderen van deze diensten waren verschillende door Compuserve ontwikkelde clients beschikbaar, waarvan de Compuserve Information Manager (WinCIM) de bekendste was. Het netwerk van CompuServe werd uitgebreid met vele lokale inbelpunten, zodat CompuServe-abonnees feitelijk wereldwijd tegen lokaal tarief konden inbellen.
Compuserve had een eigen e-mailsysteem, waarbij het user ID (dat alleen bestond uit cijfers en een komma) het e-mailadres vormde. In 1989 koppelde CompuServe het eigen e-mailsysteem aan het internet, zodat het mogelijk werd het e-mailadres van Compuserve te gebruiken om te e-mailen met elke andere internetgebruiker. Het e-mailadres was afgeleid van het user ID, waarbij de komma was veranderd in een punt. In 1996 konden Compuserve-gebruikers een zogeheten "alias" voor hun e-mailadres aanmaken, zodat ze gebruik konden maken van een e-mailadres gebaseerd op hun naam in plaats van hun user ID.
CompuServe heeft zich later ontwikkeld tot internetprovider, waarbij met name de gezinsvriendelijkheid toegevoegde waarde zou moeten bieden: Compuserve bood al snel contentfiltering aan om ongewenste sites te blokkeren.
CompuServe is in februari 1998 onderdeel geworden van AOL. De Nederlandse tak van CompuServe is per 1 december 2009 opgegaan in Telfort.
Door de opkomst van het world wide web werden de diensten van Compuserve steeds minder gebruikt. Hoewel de forums toegankelijk werden gemaakt om te benaderen vanaf het world wide web, zijn in 2017 de laatste forums van Compuserve offline gehaald.

## Gratis cd-roms
Het bedrijf werd bekend door de gratis cd-roms die het bedrijf van 1996 tot 2001 op grote schaal verspreidde via bijbundeling bij modems, tijdschriften en andere vormen van multimedia en waarmee tijdelijk gratis toegang tot internet kon worden verkregen. Dit werd eind jaren negentig zo massaal gedaan dat sommige mensen de gratis cd's als onderzetter gebruikten of, naar werd beweerd, er zelfs een kamermuur mee behingen. Ook werden via internet meerdere acties opgezet waarbij mensen aangezet werden tot het massaal terugsturen van de cd-roms naar CompuServe.